# Kedyna Hora
Kedyna Hora (ukr. Кедина Гора) – wieś na Ukrainie, w obwodzie czerkaskim, w rejonie złotonoski, w hromadzie Złotonosza. W 2001 liczyła 359 mieszkańców, wśród których 349 wskazało jako ojczysty język ukraiński, a 10 rosyjski.